# Johannes Robert Becher
Johannes Robert Becher (známý jako Johannes R. Becher, 22. května 1891, Mnichov – 11. října 1958, Berlín) byl německý básník a komunistický politik, zprvu příslušející k expresionismu, později k modernismu a ještě později k socialistickému realismu.

## Život a kariéra
Byl synem soudce, v roce 1910 se s přítelkyní pokusil spáchat sebevraždu, přičemž přítelkyně zemřela a Becher přežil, ale kvůli zranění byl později uznán neschopným vojenské služby. Od roku 1911 studoval medicínu a filozofii, na studiích ale začal psát (první díla publikoval v roce 1913) a krátce poté universitu opustil. Byl členem mnoha komunistických organizací, ve kterých se velmi angažoval. Jeho díla spadají do expresionistické poetiky, od které se ale později distancoval a přiklonil se k modernismu a později k socialistickému realismu.

## Dílo
V roce 1925 publikoval protiválečný román (CHCI=CH)3As (Levisite) oder Der einzig gerechte Krieg (česky jako Spravedlivá válka), který sám označil za „literární velezradu“ (literarischen Hochverrats). Po požáru Říšského sněmu se jako komunista stal nepohodlným, v roce 1933 proto uprchl do Československa, žil v Brně a Praze, později v Curychu a Paříži.
Nakonec v roce 1935 odjel do Sovětského svazu, kde se stal šéfredaktorem časopisu německé komunistické emigrace Internationale Literatur-Deutsche Blätter. Při stalinských čistkách ve třicátých letech byl pro spojení s Trockým zatčen, bylo mu zakázáno opustit Sovětský svaz. V roce 1941 byl vyhoštěn do Taškentu, několikrát se pokusil o sebevraždu. Studoval literaturu osmnáctého a devatenáctého století. Po válce byl vrácen do NDR.
V roce 1949 napsal text k písni Auferstanden aus Ruinen, která se stala státní hymnou NDR. Byl oceňovaným básníkem, v roce 1953 obdržel Stalinovu cenu, v roce 1955 byl v Lipsku na jeho počest vybudován Literární institut Johannesa R. Bechera. V letech 1954–1958 byl ministrem kultury, v roce 1958 zemřel na rakovinu.
Becher patřil k nejplodnějším německým básníkům a nejradikálnějším členům expresionistické generace a zároveň k zakladatelům německé komunistické poesie. V češtině vyšlo několik překladů z Becherovy tvorby: Bílý zázrak (1973, přeložil J. B. Michl, výbor orientovaný na pacifistické a politické verše), Loučení (1974, autobiografický román, překlad Věra Saudková), Má dobo, čase můj (1956, přeložil Ludvík Kundera, výbor z básní, především básně protinacistické a básně z emigrace, oslavující německou přírodu a lid), Spravedlivá válka (1927, přeložil Stanislav Kostka Neumann, protiválečný román) a jiné. Becherovy expresionistické básně jsou také podstatnou součástí Kunderovy antologie německého expresionismu Haló, je tady vichr – vichřice! (1969).